# Kostel svatého Štěpána (Vatikán)
 Kostel svatého Štěpána Etiopanů (San Stefano degli Abissini) je malý románský kostel, nejstarší stojící svatyně Vatikánu a zároveň národní kostel Etiopie. Bohoslužby jsou vedeny podle koptské liturgie.

## Historie
Kostel byl postaven v 5. století za papeže Lva Velikého (440 – 461), snad na místě pohanského chrámu bohyně Vesty. Již tehdy byl zasvěcen svatému Štěpánu. Poprvé byl přestavěn za Hadriána I. (772 – 795). Základy současné stavby pocházejí z 9. století, kdy ji nechal z původního materiálu znovu vystavět papež Lev IV. (847 – 855). Další přestavba se odehrála v roce 1159, za papeže Alexandra III. (1159 – 1181). V témže roce byla v blízkosti kostela zřízena také ubytovna pro poutníky z Etiopie. Sixtus IV. (1471 – 1484) nechal chrám v roce 1479 opravit a přenechal jej koptským mnichům. Od té doby je připomíná i název kostelíka (Abbisini - Habešský).
Stavba byla naposledy přestavěna v roce 1706 za Klementa XI. (1700 – 1721), podle návrhu římského architekta Antonia Valeri. Tehdy byla ke stavbě přidána sakristie a došlo k rekonstrukci oltáře. Zcela novou podobu získala také fasáda. Při opravě však byla stavba zmenšena. Pozdější opravy proběhly ještě v letech 1927 – 1928 podle návrhu Gustava Giovannoni, kdy byly mnohé novější prvky odstraněny. Některé z nich byly umístěny v interiéru.

## Popis
Fasáda je barokní, z počátku 18. století. Štít nad vchodem nese místo erbu lasturu – symbol poutníků, pro které byl kostel zbudován. Zachován zůstal bohatě zdobený románský vchod z 12. století s rostlinným ornamentem, obklopujícím středový vlys beránka a kříže. Mramorové rámy oken pochází z úprav ve 20. letech 20. století, jsou ale napodobeninami podobných rámů v jiných románských stavbách. Na rozdíl od původních předloh jsou zasklené.
Kostel má jedinou loď, boční kaple byly odděleny ve 12. století. Současné obvodové zdi hlavní lodi jsou z 18. století, korintské sloupy, podpírající architráv podél zdí jsou však původní.
Loď je proti původnímu stavu zmenšená, ale apsida je zachována v původní velikosti a podobě. Presbytář s apsidou jsou od lodi odděleny obloukem, podpíraným dvěma velkými mramorovými sloupy. Vnitřek presbytáře byl přestavěn, i když s použitím původních architektonických prvků. Bohaté fresky v apsidě byly při pozdějších úpravách odstraněny a zůstalo jen hrubé, neomítnuté zdivo.